# Salvatierra (novela)
Salvatierra es una novela de Pedro Mairal, publicada en 2008. Fue publicada en 2021 en la editorial Libros del Asteroide.

## Resumen
A los nueve años, Juan Salvatierra perdió el habla tras una caída del caballo. Era 1918 y el mundo se transformó para él por completo. Cuando hubo crecido y pasado la adolescencia, Salvatierra comenzó a pintar en secreto. Primero pintó páginas y páginas de dibujos. Más tarde ideó pintar la vida en larguísimos rollos de tela, rollos que registraban de manera precisa la realidad de un pueblo del litoral. Cada semana pintaba cinco o seis metros de tela. A veces pintaba menos, dos o tres metros; a veces, uno; pero no había semana en la que Salvatierra no imprimiera la fecha y su firma al final de su trabajo. Cuando Salvatierra murió, sus hijos viajaron desde Buenos Aires para hacerse cargo de la herencia. 
Intrigado por la monumental obra creada por su padre, el hijo menor, Miguel, se dispuso a conocerla y estudiarla. Junto con las telas, enrolladas por años, desentrañó una serie de intrigas y secretos familiares desconocidos para él, historias que se hundían en el pasado y proyectaban sus sombras sobre el presente. Como la muerte de su hija Estela, en 1959, a la edad de 12 años, que sumió a la familia en días de incertidumbre y dolor.
Salvatierra parecía haberlo pintado todo. Profuso como la flora y la fauna que pueblan la ribera, sus cuadros se imponen sobre la realidad y la desbordan. Solamente falta un rollo para completar el inmenso cuadro pintado por Salvatierra y Miguel siente la imperiosa necesidad de encontrarlo para que el cuadro tenga sentido, para que tenga un borde, un límite y la historia no caiga en el infinito. 
Miguel Salvatierra, ahora convertido en protagonista de la novela, emprenderá una auténtica aventura que lo llevará a descubrir algo nuevo sobre su padre y algo impensable sobre sí mismo.